# Lavaurette
Lavaurette település Franciaországban, Tarn-et-Garonne megyében. Lakosainak száma 214 fő (2022. január 1.). Lavaurette Caylus, Puylaroque, Saint-Antonin-Noble-Val, Saint-Georges és Septfonds községekkel határos.

## Népesség
A település népessége az elmúlt években az alábbi módon változott:
| Lakosok száma | 207  | 213  | 223  | 218  | 217  | 217  | 217  | 216  | 214  |
|               | 2013 | 2015 | 2016 | 2017 | 2018 | 2019 | 2020 | 2021 | 2022 |